# Vitiges

Mapa de campaña de la primera fase de la Guerra Gótica, 535–540.

Vitiges o Witiges (en gótico: 𐍅𐌴𐌹𐍄𐌹𐌲𐌴𐌹𐍃𐌻𐍃; ¿? - 540) fue rey de los ostrogodos del 536 al 540. Vitiges era marido de la única hija de Amalasunta, Matasunta, y general del ejército ostrogodo. Fue nombrado rey en el curso de las guerras contra el Imperio bizantino tras el asesinato de Teodato, sobrino de Teodorico el Grande.

## Biografía
En el 535, el ejército de Justiniano I había conquistado Sicilia al mando del general bizantino Belisario, que en aquel momento estaba en el sur de Italia. El 9 de diciembre de 536 el general bizantino Belisario entra en Roma.
Vitiges reorganizó el ejército y en el 537 asedió Roma, haciendo cortar todos los acueductos que abastecían la ciudad. En marzo de 538 fue obligado a interrumpir el asedio para retomar las operaciones militares en el norte de Italia, donde el general Iohannes estaba aproximándose rápidamente a Rávena. 
En el 540 Belisario atacó la capital de los ostrogodos. Vitiges fue hecho prisionero y llevado junto con su esposa a Constantinopla, donde murió sin herederos. Después de su muerte, Matasunta se desposó con Germanus, un primo del Emperador.